# Чеське пиво

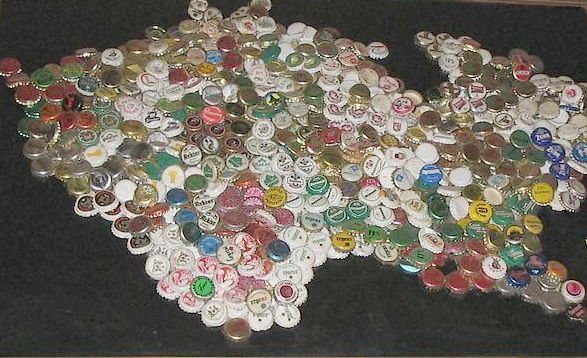
Мапа Чехії, зроблена із корків.

Чеське пиво має довгу історію і високу репутацію у світі. В основному, в Чехії поширені лагери, але є й інші види пива на зразок пшеничного або портеру. Загалом на території Чехії розливається понад 350 сортів пива.

## Торгова марка
Чеське пиво (чеськ. České pivo) є зареєстрованою географічною маркою (CHZO), що охороняється (чеськ. chráněné zeměpisné označení) у Європейському союзі. Право називатися чеським пивом видається після аудиту і контролю сировини, процесу готування і властивостей остаточного продукту державної сільськогосподарської та продовольчої інспекції (чеськ. Státní zemědělská a potravinářská inspekce). Але це стосується тільки до того пива, яке виробляється на території Чехії. Пиво, яке виробляють під цими марками в інших країнах, таким правом не володіють.
Станом на 27 листопада 2009 року правом називатися «Чеським пивом» володіли тільки 4 виробники: Pilsner Urquell, Radegast, Gambrinus і Velkopopovický Kozel Станом на лютий 2013 року «Чеським» можна називати 46 сортів пива від 12 виробників.

## Історія
Пиво на території Чехії почали варити ще кельти, але вперше пиво згадується в 1088 році в листі князя Бржетіслава, де він розпорядився дарувати кілька мішків хмелю вишеградським ченцям для варіння пива. Першою відомою «броварнею» була пивоварня міста Брно, що згадується в 1118 році. Тоді ж, в XII столітті, виробництво пива було настільки розширене, що варилося в кожному будинку. Перші закони, що стосуються пива, з'явилися тільки в XIII столітті, тоді ж з'явилися перші цехи пивоварів. У XIV—XV століттях з'явилися перші великі пивоварні заводи, деякі з яких існують і зараз. У XVIII столітті пивовар із Брно Ондржей Поуп зробив чимало для поліпшення якості чеського пива, а також заснував першу в Європі «Броварську школу».

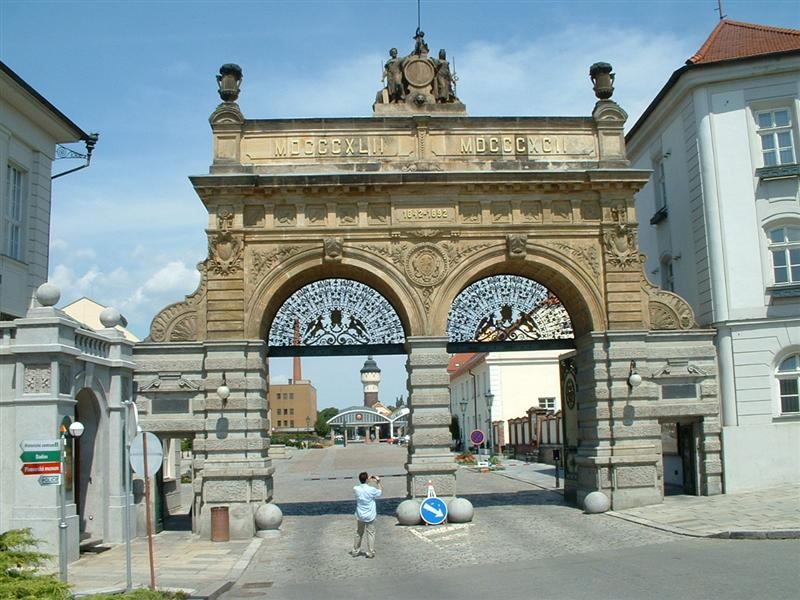
Брама Плзеньського заводу

Ключовим для чеського пива став 1842 рік, коли баварський пивовар Йозеф Ґролл зварив в Плзні пиво нового типу — Пільзнер, яке стало своєрідним «законодавцем моди» у Чехії та набуло поширення у всій Європі, а в 1874 році дісталося до США. Так чеське пиво стало популярним у всьому світі.
Перша світова війна і подальша економічна депресія принесли катастрофу для ринку пива — багато пивоварних заводів розорилися. Після Другої світової війни, в 1948 році після настання соціалізму в Чехословаччині, чехословацькі пивовари не модернізувалися і продовжували використовувати традиційні методи варіння пива, що сприяло збереженню високої якості. В наш час[коли?] деякі пивоварні заводи, що виробляють дешеве пиво, «модернізували» заводи, стали прискорювати процес, що призвело до падіння якості пива на цих заводах.